# 间谍罪 (中华人民共和国)
间谍罪，是《中华人民共和国刑法》第一百一十条定义的罪名，属于危害国家安全罪。

## 定义
间谍罪，是指参加间谍组织或者接受间谍组织及其代理人的任务，或者为敌人指示轰击目标的行为。

### 主刑
- 处十年以上有期徒刑或者无期徒刑；
- 情节较轻的，处三年以上十年以下有期徒刑。
- 对国家和人民危害特别严重、情节特别恶劣的，可以判处死刑。

### 附加刑
应当附加剥夺政治权利；可以并处没收财产。

## 減輕與免罪補充法條
2014年11月1日第十二届全国人民代表大会常务委员会通過的《中华人民共和国反间谍法》內新增相關法條，第四章第27條規定，參與境內外間諜組織、間諜個人團夥者若及時自首者可以根據原刑法減輕處罰，若配合公安、國安部門策略而有重大立功結果者，免除處罰並另有獎勵。 第四章第28條規定，在境內外受到外國間諜組織脅迫或欺騙而加入組織，脫離掌控後立即向國安、公安部門自首並詳細敘述相關情節者，可不予追究。